# フォード大統領暗殺未遂事件 (サンフランシスコ)
1975年9月22日、サラ・ジェーン・ムーアが世界問題評議会で演説を終えた後の第38代アメリカ合衆国大統領ジェラルド・フォードの暗殺を試みた。ムーアは.38スペシャル・リボルバーをフォードに向けて2発撃ったが、どちらも外れた。フォードはこの17日前にも暗殺未遂事件に遭っており、2度目の事件以降、彼は公の場に現れる際は防弾トレンチコートを着用するようになった。1976年1月15日にムーアは暗殺未遂の罪で終身刑を宣告され、2007年12月31日に仮釈放された。

## 背景
サラ・ジェーン・ムーアは1975年初頭にシークレットサービスに捜査されていたが、エージェントたちは彼女には大統領への危険性は無いと結論づけていた。彼女は暗殺未遂事件の前日に違法な拳銃所持の容疑で警察に拘留されたが、釈放された。警察は彼女の44口径リボルバーと113発の弾薬を押収した。

## 暗殺未遂事件
午後3時30分、世界問題評議会での講演を終えたフォードはユニオン・スクエアのセント・フランシス・ホテルのポスト・ストリート側の入り口から現れ、リムジンに向かって歩いた。リムジンに乗り込む前にフォードは立ち止まり、通りの向こうに集まる群衆に手を振った。
サラ・ジェーン・ムーアはフォードから40フィート離れた群衆の中に混じり、.38スペシャル・リボルバーで2発撃った。1発目はフォードの頭を5インチほどハズレ、フォードがちょうど出てきた出入り口の上の壁に命中した。群衆の中にいたオリヴァー・シップルは1発目の銃声を聞いてムーアに飛びかかり、彼女が2発目の引き金を引く前にその腕を掴んだ。2発目の銃弾はホテル内に立っていた42歳のタクシー運転手のジョン・ルートヴィヒの股間を命中した。
サンフランシスコ市警察のティモシー・ヘトリッチ警部がムーアをつかみ、彼女の手から銃を奪い取った。その間にシークレットサービスのチームがフォードを停車してたリムジンの中に押し込み、彼らとドナルド・ラムズフェルドがフォードの上に覆い被さった。リムジンはサンフランシスコ国際空港へと急行し、フォードはエアフォースワンに乗り込んで夫人と合流した後、ワシントンD.C.へと戻った。
ムーアは2009年のインタビューで、動機はアメリカに変革をもたらすために暴力革命を起こすことだったと説明している。

## 余波

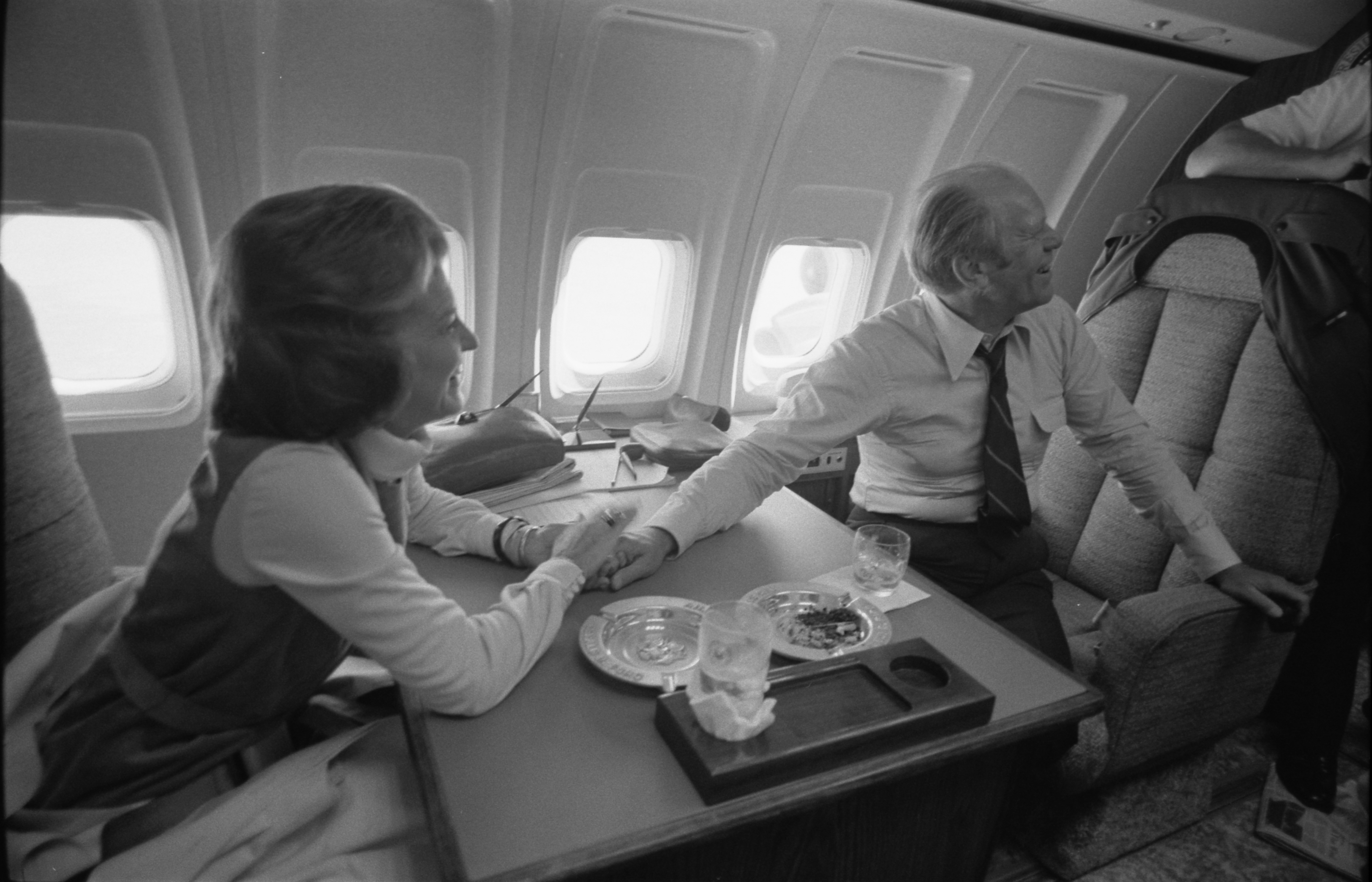
暗殺未遂事件後にサンフランシスコからワシントンD.C.行きの飛行機に搭乗したフォード大統領とベティ夫人

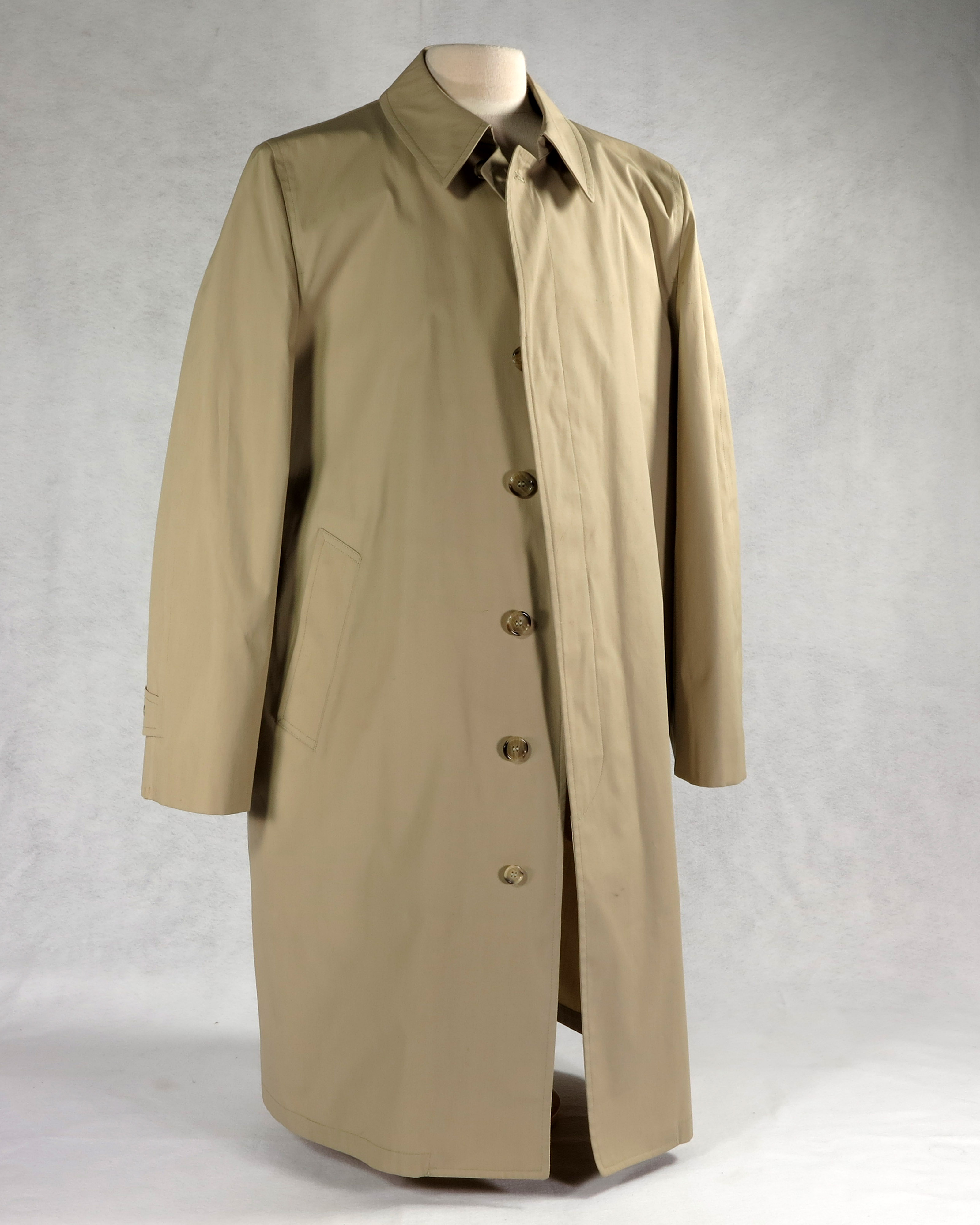
1975年10月にフォードが公の場で着用し始めた防弾トレンチコート

### サラ・ジェーン・ムーア
ムーアは1975年12月12日に暗殺未遂の罪を認めた。翌1976年1月15日に彼女は終身刑を言い渡された。2007年12月31日に77歳のムーアは仮釈放された。

### オリヴァー・シップル
オリヴァー・シップルは現場でシークレットサービスとサンフランシスコからその行動を賞賛され、メディアは彼を国民的英雄として報道した。暗殺未遂事件から3日後、シップルはフォード大統領からその英雄的行動を讃える手紙を受け取った。
しかしながらシップルがゲイであるという情報をメディアが入手すると、その報道が始まった。シップルはゲイであることを両親や親族に隠しており、彼らは報道でその事実を初めて認知することとなった。彼の性的嗜好を知った両親を含む親族の多くは彼を勘当して疎遠となったが、後に和解した。シップルは1989年に亡くなった。

### ジェラルド・フォード
リムジンでサンフランシスコ国際空港の滑走路へと移動したフォードはすぐにエアフォースワンに乗り込んだ。しかしながらフォードはワシントンD.C.へと飛び立つ前にサンフランシスコ半島で別の行事をこなしていたファーストレディのベティ・フォードの到着を待たなければならなかった。
フォードはこのサンフランシスコでの事件に加え、17日前の1975年9月5日にサクラメントで起こった暗殺未遂事件も無傷で逃れていた。短期間での2度の暗殺未遂事件を受けてフォードは1975年10月より公の場では防弾トレンチコートの着用を始めた。
フォードは1976年の大統領選挙で再選を目指したが、ジミー・カーターに297対240票で敗れ、以後公職に就くことはなかった。フォードは2006年に自然死した。